# John Locke (Lost)
John Locke es un personaje de ficción de la serie de televisión estadounidense Lost, interpretado por el actor estadounidense Terry O'Quinn. Su nombre hace referencia a John Locke, el filósofo empirista inglés.

## Biografía
Abandonado nada más al nacer por su madre biológica, Locke se crio en una familia adoptiva formada por su madre y su hermana Jeannine, la cual murió al caerse de un columpio. Ya de adulto, su madre le buscó, y le dijo que fue concebido Inmaculadamente. Con ello, buscó a su padre biológico: el timador profesional Anthony Cooper. Este, necesitando un riñón, engaña a su hijo para que le done el suyo y, una vez conseguido, vuelve a desaparecer.
Sumido en la depresión, John asistió a un grupo de terapia, donde conoció a Helen, una mujer con la que inició una relación sentimental. Pero la relación se torció cuando su padre volvió para pedirle ayuda y, decepcionando a su pareja, Locke aceptó. Helen le abandonó y él empezó una vida solitaria que cambiaría, para siempre, con la llegada de un misterioso chico preguntando por Anthony Cooper, del que sospechaba que pudiera timar a su madre. Aunque John lo negó, habló con su padre para evitar que hiciera tal cosa y él se comprometió. A pesar de ello, el joven apareció muerto días después y Locke empezó a sospechar de su propio padre. Por ello acudió a visitarle y, en plena discusión, su padre le tiró desde un octavo piso, Sobrevivió, pero se rompió la columna quedando parapléjico.
Más tarde empezó a trabajar en una compañía de paquetes de cartón que posteriormente sería propiedad de Hurley y conoció a una chica a la que llamó Helen. La invitó a acompañarle a una expedición en Australia, pero ella se negó, hecho que no modificó sus planes. Una vez en el continente más pequeño, Locke, debido a su invalidez, no pudo realizar dicha expedición y tomó el famoso vuelo 815 de Oceanic de vuelta a Los Ángeles.

### Muerte y vida después de ésta
Fue uno de los personajes que consiguió salir de la Isla. Una vez fuera, cumpliendo un designio de la isla intenta suicidarse, pero Benjamin Linus, por alguna razón, le salva para luego asfixiarle.

## Habilidades
Aunque los empleos que ha tenido no se distinguen por requerir habilidades especiales (trabajó como dependiente, inspeccionando inmuebles y como supervisor regional en una fábrica de cajas), en la isla se muestra como un hombre experto en la caza, el rastreo, y diversas habilidades relacionadas con la supervivencia en la naturaleza. Estas habilidades fueron pulidas cuando conoció a su padre biológico que le invitó a cazar antes de decirle que necesitaba un riñón. Esto causa que desde el principio el resto de los supervivientes le traten con respeto por ser el que mejor se desenvuelve, pero por su misticidad, a veces con cierto aire de desconfianza e incluso de temor.

## Carácter
Enigmático, reservado, sensato, culto, introvertido, con creencias espirituales (hacia la isla, o en el destino) y, sobre todo, misterioso, John Locke siempre creyó que estaba "destinado" a algo importante y que debía encontrar el camino que le llevara al siguiente paso. Su forma de ser y de pensar le enfrentaron a Jack, su polo opuesto, dado que Locke se basa en la intuición y la Fe para sobrevivir en aquella isla, mientras que Jack lo quiere tratar siempre todo desde el razonamiento y la ciencia, un claro ejemplo de esto es el famoso episodio de la temporada número 2, capítulo 1 titulado "hombre de ciencia hombre, hombre de fe" . En palabras de Charlie conversando con Jack: " es un fenómeno de la naturaleza, un demente, de seguro asesino a su madre porque olvido poner una galleta en su lonchera" "si hay hay alguien en quien tengo fe en que nos salvara, ese es Locke".
Algo que le distingue de la mayoría es que él no quería abandonar la isla, algo que le ocasionó algunos problemas, como cuando golpeo a Sayid para que no triangulara el origen de la señal de Rousseau. A pesar de ello, ayudó a sus compañeros aludiendo que cualquier solución se encuentra mediante la tranquilidad, paciencia, y siendo muy simbólico para aconsejar o convencer. Algunos ejemplos son:
- Ayudó a Michael a encontrar a Vincent, el perro de su hijo, con un silbato de madera.
- Ayudó a Walt a desarrollar su potencial como ser espiritual.
- Ayudó a Charlie a dejar las drogas a través de metáforas como la capullo de una polilla.
- Ayudó a Boone a desligarse de su hermana drogándole con una sustancia vegetal.
- Ayudó a Sun a encontrar su anillo diciéndole que las cosas se encuentran cuando dejan de buscarse.
- Ayudó a Hurley con el dilema del reparto de víveres encontrados en la escotilla.
- Enseñó a Claire a arropar a su bebé para que dejara de llorar e, incluso, le construyó una cuna en el día de su cumpleaños.
- Cargó con Boone después de haber caído de la avioneta...

## Hechos destacados en la isla
- Después de que el vuelo 815 de Oceanic se estrellara en la isla, pudo volver a caminar porque al llegar a la isla es infectado inmediatamente por el "Monstruo" de alguna manera, pues el humo negro no suele verse atacar en la playa.
- Descubrió junto a Boone la escotilla de la estación El Cisne, de la Iniciativa Dharma, mientras seguían caminando a pesar de haber perdido rastro del secuestrador Ethan.
- Fue el primer superviviente en estar cara a cara con El monstruo, con lo que descubre que es un humo negro electromagnético, después le relata jack mientras le ayuda con la confusión de este, que ha visto "el corazón de la isla", aludiendo, a cuando salió a cazar jabalíes con Kate y vio al "Monstruo"
- Descubrió la estación La Perla (fue el segundo en encontrarla - el primero fue Paulo -, pero el primero en compartirlo con el resto).
- Se recuperó de varias heridas e intentos de asesinato. Por ejemplo cuando queda atrapado por las puertas de la estación El Cisne.
- Había visto a Jacob con anterioridad (le salvó la vida cuando su padre lo tiró por la ventana). Como parte de un contacto de ese con los que serían los candidatos.
- Una vez muerto al llegar a la Isla, "el monstruo" cogió sus recuerdos y tomó su forma para llegar como líder hasta Jacob y matarlo engañando a Ben.

## Conexiones con los demás personajes
- Su padre biológico, Anthony Cooper, fue quién estafó a los padres de James Ford .
- De pequeño conoció a Richard Alpert, con el que coincidiría en genio en la Isla. Richard habiéndole conocido por las anomalías temporales, va a la casa adoptiva de john y le muestra unos elementos, para saber algún significado "sobre lo que llegaría a ser", es cuando el pequeño elige el cuchillo en vez de un libro.
- Se sacó el ciclo formativo superior de Matriceria y moldes en el instituto que dirigía Widmore.
- Inspeccionó la casa de Nadia, la novia de Sayid, en los Ángeles.
- Trabajó en una fábrica que luego sería propiedad de Hurley.

- Datos: Q51311